# Ioan Movilă

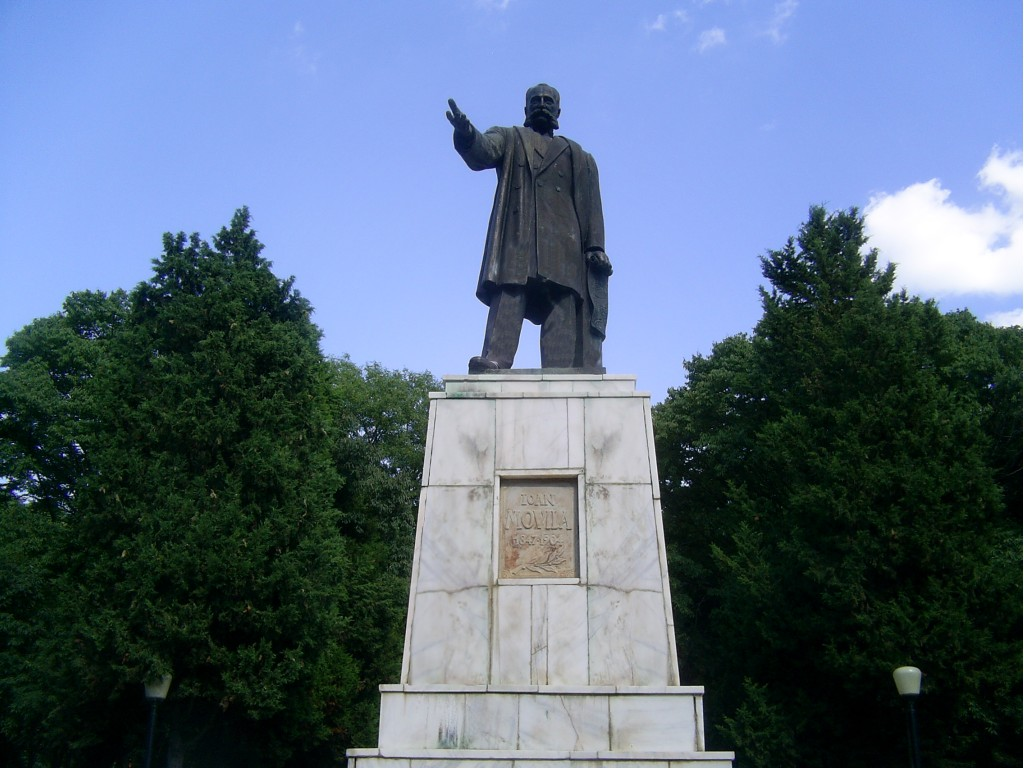
Statuia lui Ioan Movilă la Eforie Sud

Ioan I. Movilă (n. 1846 - d. 13 ianuarie 1904) a fost un boier moldovean, urmaș al marii familii boierești moldave a Movileștilor, ce a trăit la sfârșitul secolului al XIX-lea. La 20 septembrie 1899 a pus piatra de temelie a viitoarei stațiuni balneo-climaterice din zilele noastre, Eforie.
Ioan Movilă a creat stațiunea Techirghiol-Movilă (numită ulterior Băile Movilă, Carmen Sylva și Vasile Roaită) pe terenul cumpărat de la moștenitorii lui Mihail Kogălniceanu. Mihail Kogălniceanu primise acest teren drept recompensă pentru patriotismul dovedit în Revoluția de la 1848 și în Războiul de Independență al României (1877-1878).
Locuitorii orașului Eforie au ridicat o statuie în Parcul Central al orașului în cinstea acestuia.
În anul 1924, la împlinirea a 25 de ani de la întemeierea stațiunii balneare Techirghiol, s-a bătut o medalie comemorativă, din argint și bronz, având pe avers chipul întemeietorului acesteia, Ioan I. Movilă.